# Trastorno psicopatológico
Se considera trastorno psicopatológico a un comportamiento anormal de los individuos y que están clasificados por los profesionales de la psicopatología, mediante un estudio de las causas que los provocan.
Presencia de un comportamiento o de un grupo de síntomas identificables en la práctica clínica que en la mayoría de los casos se acompañan de malestar o interfieren en la actividad del individuo. Los dos signos más característicos de los trastornos psicológicos son: 
- Presencia de emociones dolorosas crónicas (ansiedad, depresión, ira...).
- Presencia de conflictos duraderos en las relaciones sociales, familiares o de pareja.

- Datos: Q18416761